# Sadhana

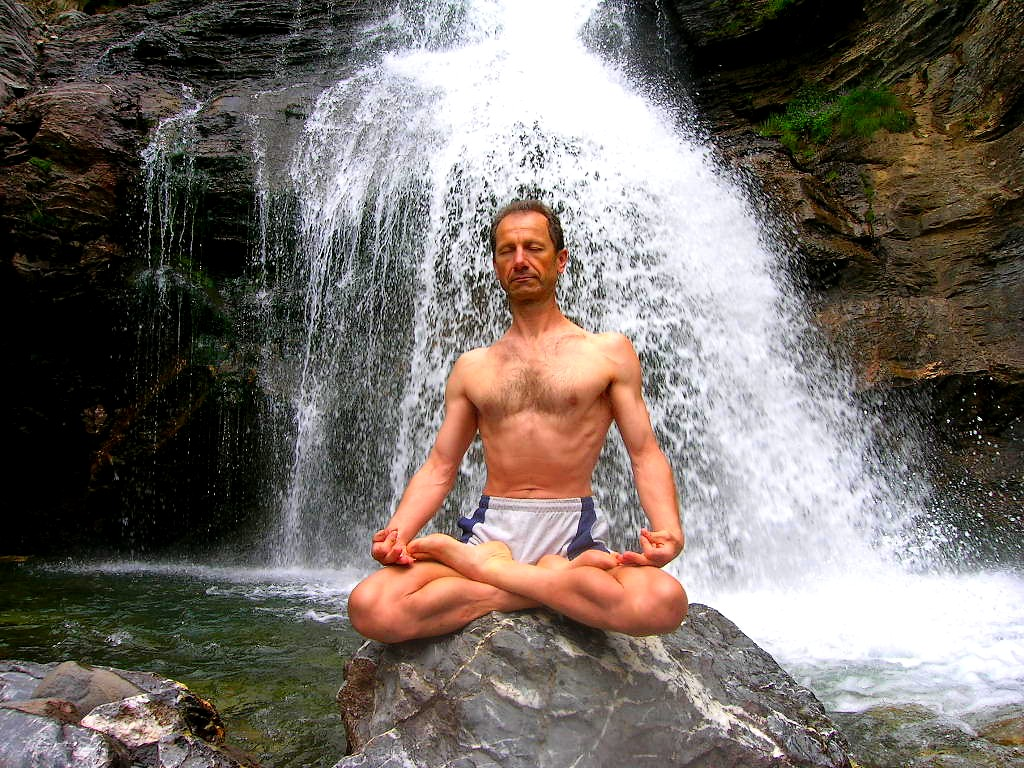

Sadhana (dosłownie „środki realizacji”) – w religiach dharmicznych to zbiór indywidualnych praktyk duchowych aspiranta, które mogą obejmować:
- medytację z wizualizacją
- recytację mantr
- stosowanie mudr
- njasa

Wybór rodzaju i czasu trwania sadhany dokonuje guru, najczęściej w momencie udzielania dikszy (inicjacji w daną tradycję) lub przy okazji darśanu.